# قلعه فورگ

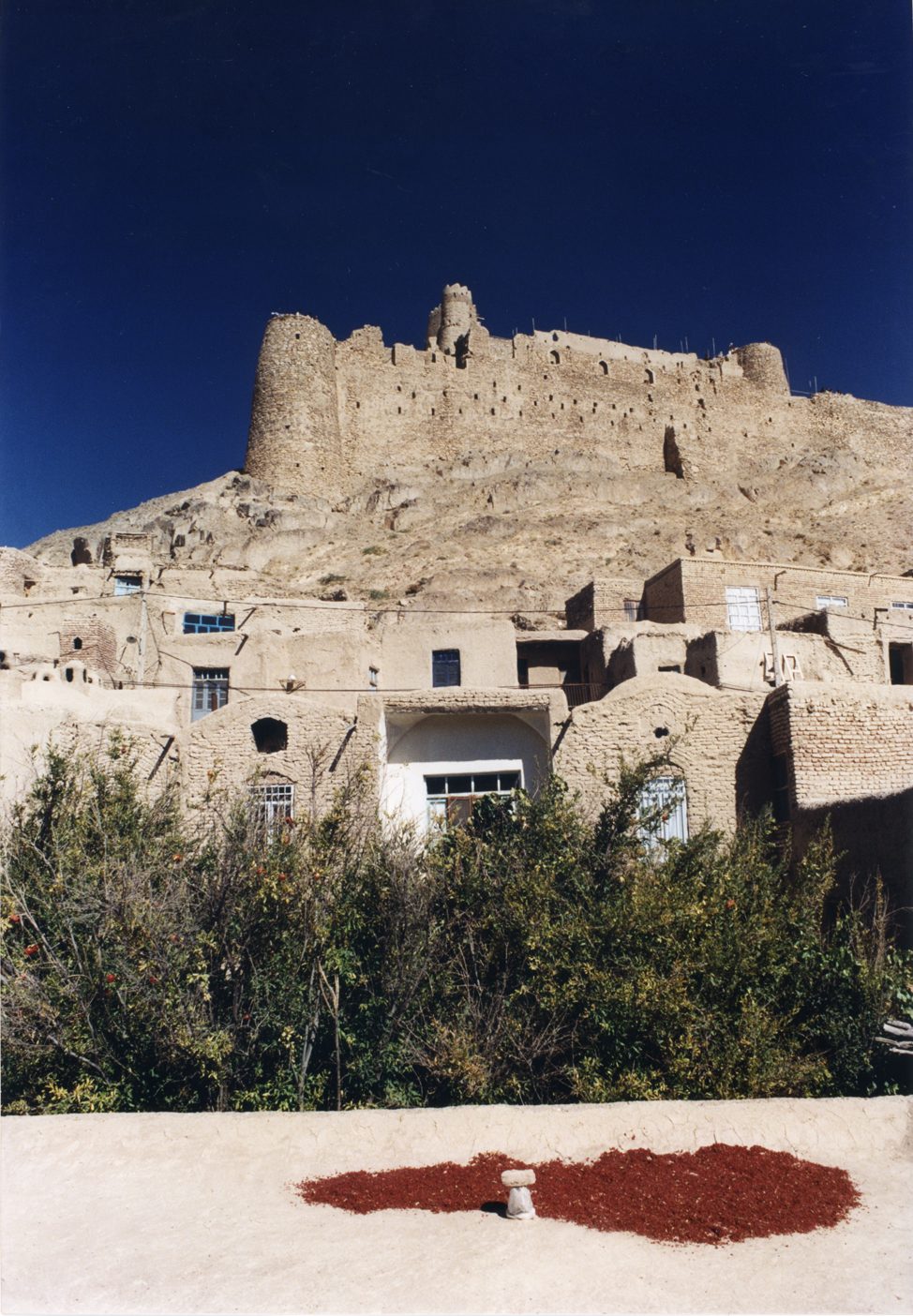
ارگ فورگ

قلعه فورگ یا ارگ فورگ ارگی است در روستای فورگ از توابع شهرستان درمیان در استان خراسان جنوبی. این قلعه در ۵ کیلومتری درمیان قرار دارد.

## موقعیت استراتژیک
وجود مناطق کوهستانی زیاد باعث شده که پای فرقه اسماعیلیه به این منطقه باز شود و برای دفاع از خود، قلعه‌های مرتفع و مستحکمی در اکثر مناطق این شهرستان و سایر شهرهای جنوبی خراسان ساخته و باقی بگذارند.

## تاریخچه
از نظر پیشینه تاریخی محوطه، ساخت قلعه فورگ در زمان نادرشاه افشار به وسیله میرزا بقاخان حاکم منطقه شروع شده و پس از وی پسرش میرزا رفیع خان ساختمان قلعه را به اتمام رسانده است. در زمان حکومت شوکت الملک به دستور وی سپاهیانش به قلعه هجوم برده، حاکم آن را دستگیر کرده و قلعه را فتح می‌نماید. تاریخ ساخت این قلعه در کتاب دیوان لامع، نوشته محمد رفیع بن عبدالکریم در میانی، سال ۱۱۶۰ ه‍.ق ذکر شده است. مؤلف کتاب عین الوتابع، قلعه را این گونه توصیف کرده است: قلعه فورگ در روی کوهی است که از آجر پخته، دیوار و باروج آن را به‌طور محکم ساخته‌اند و پایه آن را سنگ چین نموده‌اند و دو شیر در اطراف خود داشته با دو خاکریز که قطر هر یک پنج در پنج است.
در زمان فتحعلیشاه قاجار این قلعه به مرکز فرماندهی شرق کشور انتخاب شد و مدتی نویان اعظم جافرخان راکی مالملی به عنوان امیر این قلعه و فرمانده مرزبانی شرق کشور منصوب شد

## اهمیت
قلعه فورگ بعد از قلعه الموت مهم‌ترین مقر حضور اسماعیلیان به حساب می‌آمده و در این محل فداییان مطلق را تحت تعلیم و آموزش‌های مخصوص قرار می‌دادند. فداییان مطلق گروهی بودند که حتی اسم نداشته و پس از ترک قلعه برای انجام مأموریت نام‌شان عوض می‌شد و به اسم مستعار برای قتل دشمنان فرقه اسماعیلیه می‌رفتند. اساس تعلیم فداییان به این صورت بود که بتوانند دشمن را غافل‌گیر کرده، یک یا دو ضربه کارد به او زده و قبل از این که دیگران به خود بیایند، ناپدید گردند.

## موقعیت و ساختار
قلعه فورک در ۱۰ کیلومتری جنوب شهر اسدیه واقع شده است. فضاهای داخلی قلعه از شرق به غرب شامل ۳ قسمت می‌باشد که قسمت اول، محل زندگی خدمه انبار آذوقه و محل نگهداری احشام است. قسمت دوم، محل زندگی نظامیان و نگهبانان و محل نگهداری تدارکات نظامی و سومین قسمت که مهم‌ترین بخش قلعه است، محل زندگی حاکم و اطرافیانش بوده است. قلعه مجموعاً دارای ۱۸ برج بوده که اکنون تعدادی از آن‌ها باقی‌مانده است. مصالح به کار رفته در ساخت قلعه بیشتر سنگ، آجر و خشت می‌باشد. این قلعه بر بالای صخره‌ای سنگی پس از قرون متمادی همچنان در تاریخ بیرجند قامت خود را استوار نگهداشته است، هم‌چنین بر بلندای حصار و برج‌ها، سازه‌های کنگره‌داری وجود دارد و منافذی (تیرکش) جهت دیده‌بانی و دفاع دیده می‌شود.

## بازسازی
با توجه به آثار و بقایای معماری داخل قلعه چنین استنباط می‌شود که قلعه مزبور در چندین مرحله بازسازی شده و بر وسعت آن افزوده شده است. آخرین مرحله معماری آن مربوط به دوره افشاریه است که حصار فعلی قلعه و هشت برج مدور آن یادگاری از این دوره می‌باشد.